# Djimon Hounsou
Djimon Hounsou (en français : [ d͡ʒimɔ̃ ʔunsu], en anglais : [ˈd͡ʒaɪmən ˈuːnsuː]), né le 24 avril 1964 à Cotonou, est un acteur, réalisateur et mannequin béninois naturalisé américain.
Il est surtout connu pour ses rôles dans Gladiator, Amistad, Blood Diamond, The Island, Forces spéciales ou Never Back Down ainsi que pour son rôle de Korath dans l'univers cinématographique Marvel (Les Gardiens de la Galaxie et Captain Marvel).

## Biographie

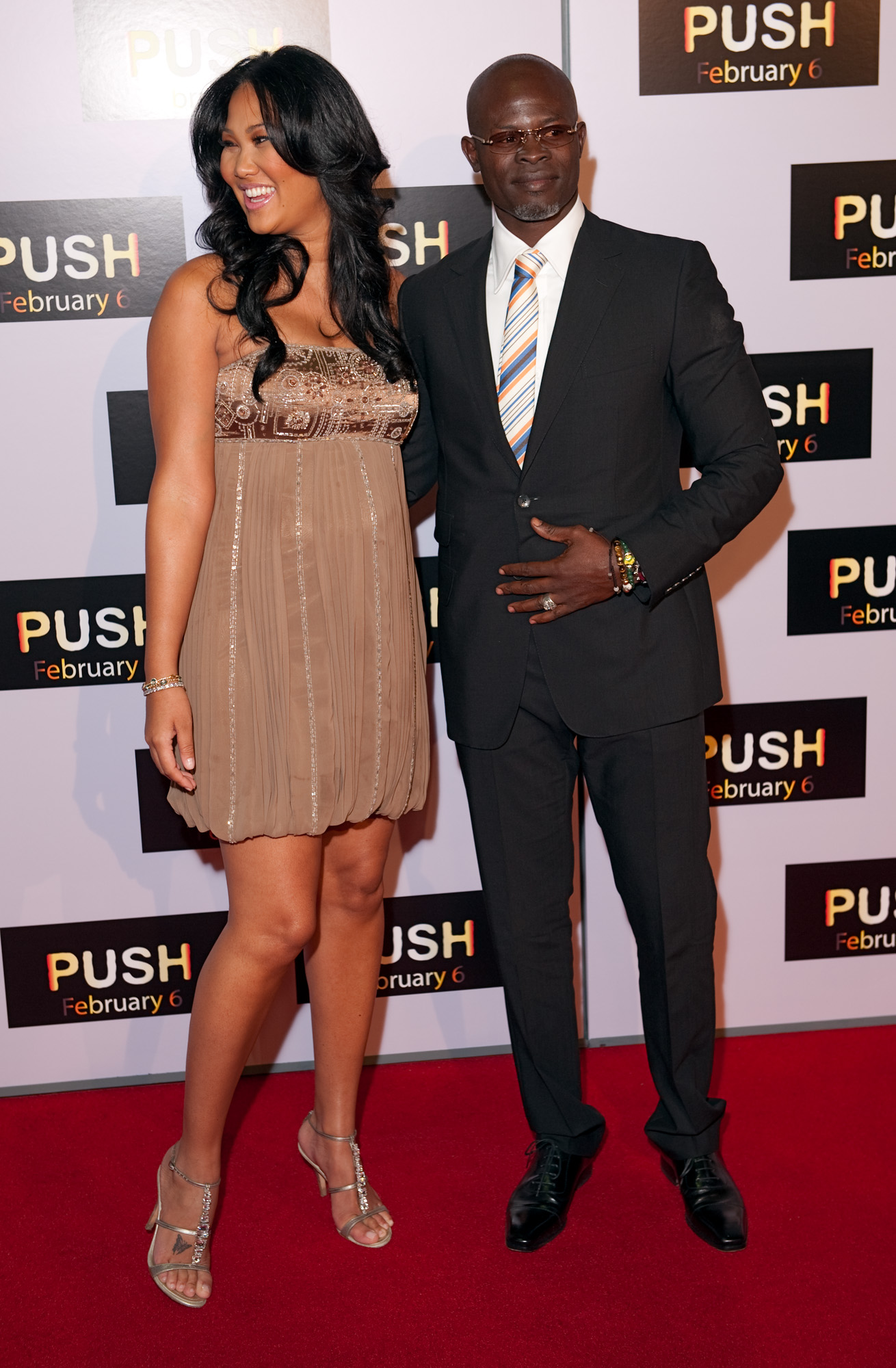
Aux côtés de Kimora Lee, à la première de Push, en janvier 2009

Né à Cotonou, au Bénin, il arrive en France à l'âge de 13 ans. Il se retrouve à Lyon chez ses frères. Il se lance dans le mannequinat.
En mai 1987, il s'installe à Paris. Après des semaines difficiles à dormir dans la rue, il est repéré un matin en train de se laver dans la fontaine en face du centre Beaubourg, par une personne travaillant pour Thierry Mugler. Il devient ainsi modèle pour Thierry Mugler.
C'est grâce à cette collaboration qu'il travaille pour un album de couturier, et tourne dans trois clips réalisés par David Fincher : Roll With It (de Steve Winwood), Express Yourself (de Madonna) et Straight Up (de Paula Abdul). Il pose également pour le livre de photos d'Herbert Ritts Men and women et participe à la vidéo de Janet Jackson, Love Will Never Do Without You.

## Carrière
Devenu acteur en 1990, il tient son premier rôle cette même année dans Without You I'm Nothing, mais ne parlant pas encore l’anglais (il parle déjà le français et plusieurs langues gbe : le fon-gbe, le gungbe et le mina), il a quelques problèmes lorsque les dialogues sont modifiés la veille du tournage. On le retrouve deux ans plus tard dans le thriller de Jonathan Kaplan, Obsession fatale, puis en 1994 dans Stargate de Roland Emmerich. Steven Spielberg, en lui offrant le rôle de Cinque dans Amistad, lui fournit l'occasion de tenir un premier rôle, pour lequel il est nommé aux Golden Globes dans la catégorie Meilleur acteur.

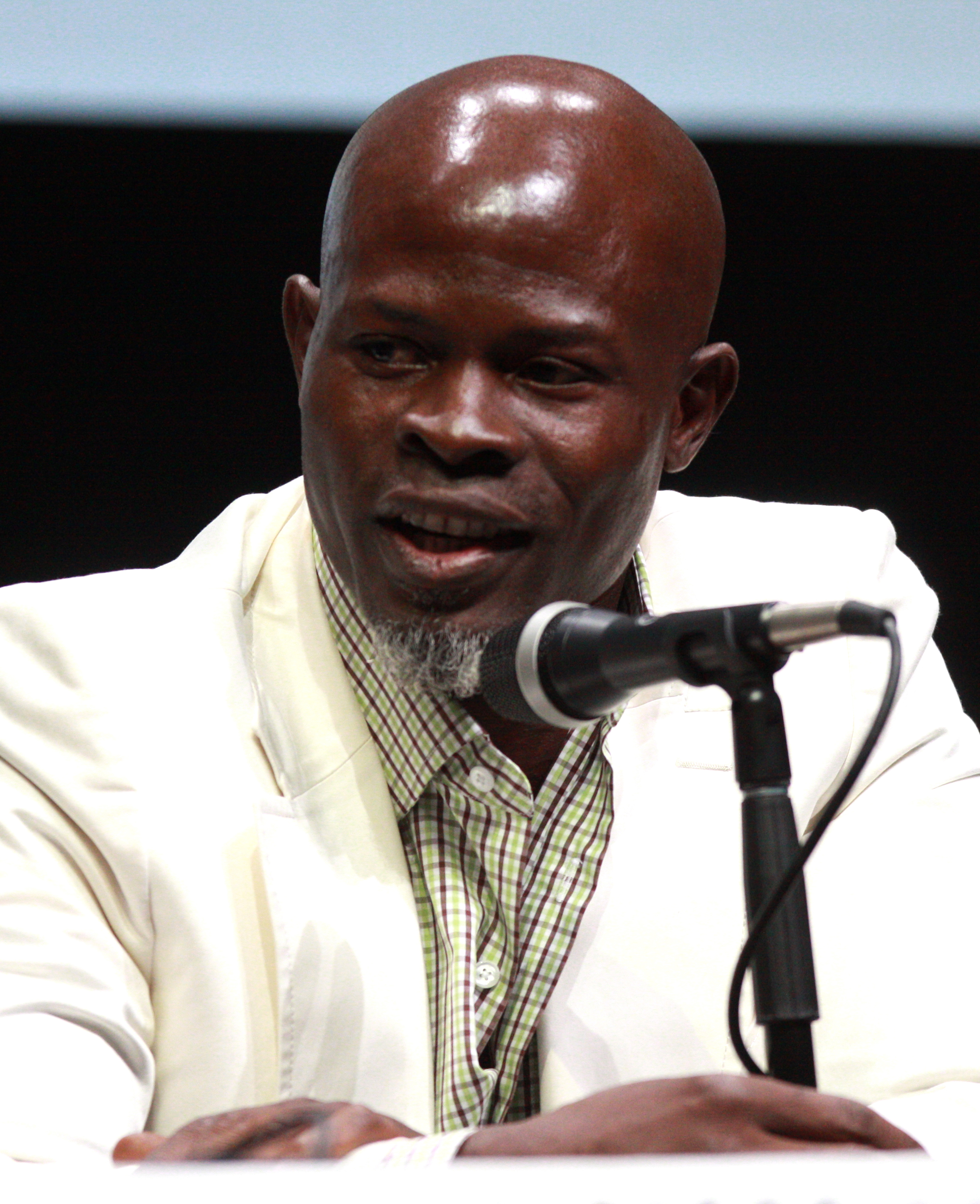
Djimon Hounsou au Comic Com international de San Diego.

Il interprète des rôles de combattant, coéquipier de Russell Crowe, dans Gladiator (2000), de policier dans Le Boulet (2002), de soldat soudanais dans Frères du désert, de motard dans Biker boyz (2003) et de chef tribal dans Lara Croft : Tomb Raider, le berceau de la vie. Jim Sheridan lui permet de varier son jeu d'acteur en lui confiant le rôle d'un mystérieux artiste peintre, voisin d'une famille irlandaise fraîchement débarquée à New York, dans In America (2004). Il a joué sous la direction de Michael Bay dans le film de science-fiction The Island (2005), ainsi que dans Eragon, un film d'heroic fantasy, sorti sur les écrans en 2006, et dans lequel il incarne le leader d'une communauté se rebellant contre un roi tyrannique. Il joue également en 2006 dans Blood Diamond, un film engagé d'Edward Zwick sur le trafic de pierres précieuses issues de conflits africains, aux côtés de Leonardo DiCaprio et Benu Mabhena.

## Filmographie

### Cinéma
- 1992 : Obsession fatale (Unlawful Entry) de Jonathan Kaplan : Un prisonnier sur la plage
- 1994 : Stargate, la porte des étoiles (Stargate) de Roland Emmerich : Horus
- 1997 : Amistad de Steven Spielberg : Cinque
- 1998 : Un cri dans l'océan (Deep Rising) de Stephen Sommers : Vivo
- 2000 : Gladiator de Ridley Scott : Juba
- 2002 : Le Boulet d'Alain Berbérian : Inspecteur Youssouf
- 2002 : Frères du désert (The Four Feathers) de Shekhar Kapur : Abou Fatma
- 2002 : La Porte du non retour de Jean Odoutan : Nuhuru
- 2002 : In America de Jim Sheridan : Mateo
- 2002 : L'Odeur de soufre d'Alex Pina : Abakar
- 2003 : Lara Croft : Tomb Raider, le berceau de la vie (Lara Croft Tomb Raider: The Cradle of Life) de Jan de Bont : Kosa
- 2003 : Biker Boyz de Reggie Rock Bythewood : Motherland
- 2004 : Blueberry, l'expérience secrète de Jan Kounen : Woodhead
- 2005 : Constantine de Francis Lawrence : Papa Midnite
- 2005 : The Island de Michael Bay : Laurent
- 2005 : Beauty Shop de Bille Woodruff : Joe
- 2006 : Eragon de Stefen Fangmeier : Ajihad
- 2006 : Blood Diamond d'Edward Zwick : Solomon Vandy
- 2008 : Never Back Down de Jeff Wadlow : Jean Roqua
- 2009 : Push de Paul McGuigan : Agent Henry Carver
- 2010 : La Tempête (The Tempest) de Julie Taymor : Caliban
- 2011 : Bangkok Revenge de Prachya Pinkaew : Curtie Church
- 2011 : Forces spéciales de Stéphane Rybojad : Kovaks
- 2013 : Destination Love (Baggage Claim) de David E. Talbert : Quinton Jamison
- 2014 : Dragons 2 de Dean Deblois : Drago Bludvist (voix)
- 2014 : Les Gardiens de la Galaxie (Guardians of the Galaxy) de James Gunn : Korath
- 2014 : Le Septième Fils (Seventh Son) de Sergueï Bodrov : Radu
- 2015 : Air de Christian Cantamessa : Cartwright
- 2015 : Fast and Furious 7 de James Wan : Mose Jakande
- 2015 : Les Dossiers secrets du Vatican (The Vatican Tapes) de Mark Neveldine : Vicar Imani
- 2016 : Tarzan de David Yates : Chef Mbonga
- 2017 : Le Roi Arthur : La Légende d'Excalibur (King Arthur) de Guy Ritchie : Bédivère
- 2017 : Ces différences qui nous rapprochent (Same Kind of Different as Me) de Michael Carney : Denver Moore
- 2018 : Aquaman de James Wan : Sir Ricou, roi du Royaume des Fisherman (voix)
- 2019 : Serenity de Steven Knight : Duke
- 2019 : Captain Marvel d'Anna Boden et Ryan Fleck : Korath
- 2019 : Shazam! de David F. Sandberg : Le vieux sorcier Shazam
- 2019 : Charlie's Angels d'Elizabeth Banks : Edgar "Bosley" Dessange
- 2021 : Sans un bruit 2 (A Quiet Place 2) de John Krasinski : Le leader de la colonie
- 2021 : The King's Man : Première mission (The King's Man) de Matthew Vaughn : Shola / Merlin
- 2022 : Black Adam de Jaume Collet-Serra : Le vieux sorcier Shazam (caméo)
- 2023 : Shazam! La Rage des Dieux (Shazam! Fury of the Gods) de David F. Sandberg : Le vieux sorcier Shazam
- 2023 : Gran Turismo de Neill Blomkamp : Le père de Jann
- 2023 : Rebel Moon - Partie 1 : Enfant du feu (Rebel Moon: Part One – A Child of Fire) de Zack Snyder : Général Titus
- 2024 : Rebel Moon - Partie 2 : L'Entailleuse (Rebel Moon: Part Two – The Scargiver) de Zack Snyder : Général Titus
- 2024 : Sans un bruit : jour 1 (A Quiet Place: Day One) de Michael Sarnoski : Henri
- 2025 : Ozi, la voix de la forêt (Ozi) de Tim Harper : Jo Jo (voix)
- 2025 : Last Breath d'Alex Parkinson
- 2025 : Beneath The Storm de Tommy Wirkola

### Télévision

#### Séries télévisées
- 1990 : Beverly Hills : Le portier
- 1999 : Urgences (ER) : Mobalage Ekabo
- 2000 : La Famille Delajungle (The Wild Thornberrys) : Un villageois (voix)
- 2001 : Soul Food : Les Liens du sang (Soul Food) : Victor Onuka
- 2003 - 2004 : Alias : Kazari Bomani
- 2010 : Black Panther : T'Challa / Black Panther (voix)
- 2016 : Wayward Pines : CJ Mitchum
- 2021 : What If...? : Korath (voix)

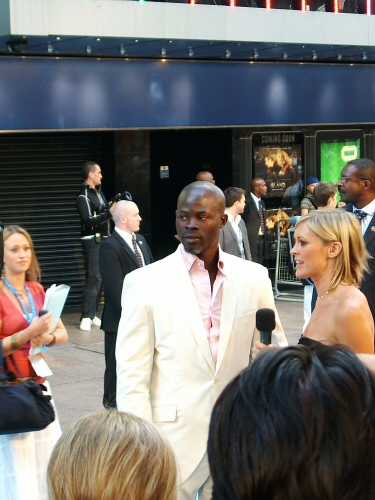
The Island Premiere (33599299).

- 2021 : Invincible : L'empereur martien (voix)

## Distinctions

### Récompenses
- 1998 : NAACP Image Awards du meilleur acteur principal dans un drame historique pour Amistad (1998).
- 1998 : Online Film & Television Association Awards de la meilleure révélation masculine dans un drame historique pour Amistad (1998).
- 2003 : San Diego Film Critics Society Awards du meilleur acteur dans un second rôle dans un drame pour In America (2002).
- 2004 : Black Reel Awards du meilleur acteur dans un second rôle dans un drame pour In America (2002).
- 2004 : Film Independent Spirit Awards du meilleur acteur dans un second rôle dans un drame pour In America (2002).
- 2004 : Film Independent Spirit Awards du meilleur acteur dans un second rôle dans un drame pour In America (2002).
- 9e cérémonie des cérémonies des Satellite Awards 2004 : Meilleur acteur dans un second rôle dans un drame pour In America (2002).
- 2004 : ShoWest Convention du meilleur acteur de l’année dans un second rôle dans un drame pour In America (2002).
- 2006 : Las Vegas Film Critics Society Awards du meilleur acteur dans un second rôle dans un thriller dramatique pour Blood Diamond (2007).
- National Board of Review Awards 2006 : Meilleur acteur dans un second rôle dans un thriller dramatique pour Blood Diamond (2007).
- 2006 : St. Louis Film Critics Association Awards du meilleur acteur dans un second rôle dans un thriller dramatique pour Blood Diamond (2007).
- 2006 : Washington DC Area Film Critics Association Awards du meilleur acteur dans un second rôle dans un thriller dramatique pour Blood Diamond (2007).
- 2006 : Women Film Critics Circle Awards du meilleur acteur dans un second rôle dans un thriller dramatique pour Blood Diamond (2007).
- 2007 : Black Reel Awards du meilleur acteur dans un second rôle dans un thriller dramatique pour Blood Diamond (2007).
- 2007 : NAACP Image Awards du meilleur acteur dans un second rôle dans un thriller dramatique pour Blood Diamond (2007).
- 8e cérémonie des Detroit Film Critic Society Awards 2014 : Meilleure distribution dans un film de science-fiction pour Les Gardiens de la Galaxie (2014) partagée avec Chris Pratt, Karen Gillan, Dave Bautista, Vin Diesel, Bradley Cooper, Lee Pace, Michael Rooker, Zoe Saldana, John C. Reilly, Glenn Close, Benicio Del Toro, Laura Haddock, Sean Gunn, Peter Serafinowicz et Christopher Fairbank.
- 4e cérémonie des Nevada Film Critics Society Awards 2014 : Meilleure distribution dans un film de science-fiction pour Les Gardiens de la Galaxie (2014) partagée avec Chris Pratt, Karen Gillan, Dave Bautista, Vin Diesel, Bradley Cooper, Lee Pace, Michael Rooker, Zoe Saldana, John C. Reilly, Glenn Close, Benicio Del Toro, Laura Haddock, Sean Gunn, Peter Serafinowicz et Christopher Fairbank.

### Nominations
- 55e cérémonie des Golden Globes 1998 : Meilleur acteur dans un rôle dramatique dans un drame historique pour Amistad (1998).
- 76e cérémonie des Oscars 2004 : Oscar du meilleur acteur dans un second rôle dans un drame historique pour In America (2004).
- 2007 : 
  - Oscars : Meilleur acteur dans un second rôle dans un thriller dramatique pour Blood Diamond (2007).
  - Black Reel Awards : Meilleur acteur dans un second rôle dans un thriller dramatique pour Blood Diamond (2007).
  - BFCA Award : Meilleur acteur dans un second rôle dans un thriller dramatique pour Blood Diamond (2007).
  - Image Award : Meilleur acteur dans un second rôle dans un thriller dramatique pour Blood Diamond (2007).
  - Screen Actors Guild Awards : Meilleur acteur dans un second rôle dans un thriller dramatique pour Blood Diamond (2007).

## Voix francophones
En France, Frantz Confiac est la voix régulière de Djimon Hounsou. Entre 2003 et 2015, Jean-Paul Pitolin l'a doublé à une dizaine de reprises. Bruno Henry et Thierry Desroses l'ont également doublé à deux reprises chacun.
En France
| - Frantz Confiac dans : - Gladiator - La Tempête - Dragons 2 (voix) - Les Gardiens de la Galaxie - Fast and Furious 7 - Tarzan - Wayward Pines (série télévisée) - Le Roi Arthur : La Légende d'Excalibur - Dragons (voix) - Aquaman (voix) - Captain Marvel - Serenity - Shazam! - Charlie's Angels - Sans un bruit 2 - What If...? (voix) - The King's Man : Première Mission - Shazam! La Rage des Dieux - Gran Turismo - Rebel Moon - Partie 1 : Enfant du feu - Rebel Moon - Partie 2 : L'Entailleuse - Sans un bruit : jour 1 | - Jean-Paul Pitolin dans : - Lara Croft : Tomb Raider, le berceau de la vie - Biker Boyz - Constantine - The Island - Blood Diamond - Never Back Down - Push - Bangkok Revenge - Le Septième Fils - Air - Bruno Henry dans : - In America - Beauty Shop - Thierry Desroses dans : - Alias (série télévisée) - Ces différences qui nous rapprochent Et aussi - José Dalmat dans Un cri dans l'océan - Lucien Jean-Baptiste dans Urgences (série télévisée) - Mark Grosy dans Eragon - Claudio Dos Santos dans Destination Love - Jérémie Covillault dans Samouraï Academy (voix) - Lionel Bourguet dans Ozi, la voix de la forêt (voix) |

Au Québec
| - Marc-André Bélanger dans : - Lara Croft : Tomb Raider, le berceau de la vie - Constantine - L'Île - Le Diamant de sang - Le Septième Fils - La légende de Tarzan - Le Roi Arthur : La Légende d'Excalibur - Sérénité - Shazam! - Charlie et ses drôles de dames - Shazam! La Rage des Dieux | - Widemir Normil dans : - Chacun son combat - Push : La Division - Dangereux 7 - Pierre-Yves Cardinal dans : - Les Gardiens de la Galaxie - Capitaine Marvel - Kingsman : Première Mission - Pierre Auger dans : - Les Quatre Plumes - Dragons 2 (voix) Et aussi - François L'Écuyer dans Aquaman (voix) |